# Marie Anne van Bourbon
Marie Anne van Bourbon, prinses van Conti (Vincennes, 2 oktober 1666 – Parijs, 3 mei 1739) was een buitenechtelijke dochter van koning Lodewijk XIV van Frankrijk en diens maîtresse Louise de La Vallière. Op dertienjarige leeftijd trad Marie Anne in het huwelijk met prins Lodewijk Armand I van Bourbon-Conti.
Ze werd in het geheim geboren in het kasteel van Vincennes buiten Parijs; later werd Marie Anne beschouwd als de lievelingsdochter van haar vader en werd ze ook algemeen gezien als de mooiste dochter.
Ze werd door haar vader erkend in mei 1667. Tijdens haar jeugd werd ze bekend als Mademoiselle de Blois, een titel die later werd toegekend aan haar jongere halfzuster, Françoise Marie van Bourbon. Op haar eerste verjaardag in 1667 was haar moeder bevallen van haar enige (volle) broer, Lodewijk van Bourbon, hij stierf op jonge leeftijd. Hij stond bekend als de graaf van Vermandois. 

## Huwelijk
Na door Victor Amadeus II van Sardinië als huwelijkskandidaat afgewezen te zijn, omdat zij een onwettig kind was, trad Marie Anne op 16 januari 1680, dus nog maar net 13 jaar, in de kapel van het kasteel van Saint-Germain-en-Laye in het huwelijk met haar 18-jarige neef, de prins van Conti. Haar bruidsschat was één miljoen livres. Het huwelijk was het eerste tussen een prins van den bloede en een buitenechtelijke dochter van de koning van Frankrijk. Vanwege zijn deugdzame levenswandel leek dit niet zo'n slechte keus te zijn. (Het betekende wel een affront voor Lodewijks wettige kinderen.) Na een desastreuze huwelijksnacht, waarin zij zich zou hebben laten ontmaagden door haar zwager François Louis van Bourbon-Conti, bleef zij kinderloos. Haar man was te schande gemaakt en ging een losbandiger leven leiden; vervolgens ging hij op veldtocht tegen de Turken in Hongarije. Marie Anne stortte zich in het hofleven.
Toen Marie Anne drie jaar was getrouwd, verloor ze haar broertje, de graaf van Vermandois, die verstrikt was geraakt in een schandaal met de maîtresse van hun oom, de chevalier de Lorraine. Het was algemeen bekend dat Marie Anne zeer verdrietig was.
In 1685 werd de man van Marie Anne besmet met de pokken, die hij via Marie Anne had gekregen. Terwijl zij herstellende was, stierf haar man na vijf dagen. Na de dood van haar man werd Marie Anne bekend als: Madame la Princesse Douairière. Ook noemde mensen haar la Grande Princesse de Conti. Marie Anne hertrouwde niet meer, echter werd er wel naar haar hand gevraagd door de Marokkaanse sultan Ismail ibn Sharif, maar op aandringen van haar vader weigerde zij.

## Weduwe
Tijdens haar periode als Madame la Princesse Douairière was ze goed bevriend met twee andere vrouwen die ook weduwe waren, beiden prinsessen van Bourbon. Tussen 1727 en 1732 waren er drie prinsessen van den bloede die weduwe waren:
- Marie Anne zelf.
- Marie Thérèse van Bourbon, prinses van Conti. Vrouw van Frans Lodewijk van Bourbon. Na de dood van haar man in 1709 stond ze bekend als Madame la princesse de Conti Seconde douairière.
- Louise Élisabeth van Bourbon, prinses van Conti. Vrouw van Lodewijk Armand van Bourbon, de opvolger van Frans Lodewijk. Ze was de dochter van Monsieur le duc en Madame la duchesse. Na de dood van haar man in 1727 stond ze bekend als Madame la Princesse de Conti Troisième/Dernière Douairière.

Van alle mensen in Versailles, was het Marie Anne die haar halfbroer de dauphin, introduceerde aan Emilie de Choin, zijn geheime tweede vrouw. Hij huwde haar een tijd na de dood van zijn eerste vrouw, de lelijke dauphine Marie Anne Victoire. Op een dag zag Marie Anne de dauphine slapen, Marie Anne had toen gezegd dat Victoire net zo lelijk was als ze sliep als wanneer ze wakker was.
In 1710 verloor Marie Anne haar moeder, die haar vaders hof in Versailles had verlaten om zich toe te voegen bij een karmelietenklooster in Parijs. Haar moeder leefde op dat moment al dertig jaar daar. Door de dood van haar moeder werd Marie Anne hertogin de La Vallière.
In 1713 kocht de prinses van Conti het Hôtel de Lorges in de rue Saint-Augustin in Parijs, maar nam haar intrek in de buurt pas in 1715. In 1716 kocht ze het kasteel van Choisy. Beide gebouwen bleven in haar bezit tot aan haar dood. In 1718 kocht ze ook het kasteel van Champs-sur-Marne, dat ze later verkocht aan een neef van haar moeder. Jaren later werd het gekocht door de maîtresse van koning Lodewijk XV, Madame de Pompadour.
Tijdens het regentschap van Filips II van Orléans (haar schoonbroer), werd zij aangewezen als de persoonlijke lerares van de bruid van de jonge koning Lodewijk XV. De toenmalige bruid was de Spaanse infante Marianne Victoria van Bourbon. Ze arriveerde in 1725 in Versailles en ze stond toen bekend als Infante-reine (koningin-infante). Het huwelijk ging niet door en de koningin-infante keerde terug naar Spanje, op verzoek van haar vader koning Filips V van Spanje. Ze trad later in het huwelijk met koning Jozef I van Portugal en werd daardoor de moeder van de eerste regerende koningin van Portugal, Maria I van Portugal.

## Latere jaren en dood
De prinses werd bewonderd door haar schoonheid, ook op latere leeftijd. Ze had een hechte band met haar vader, en ze kon erg goed opschieten met haar oudere broer, dauphin Lodewijk van Frankrijk, die ze vaak bezocht op zijn landgoed op het platteland: château de Meudon. Zijn dood in 1711 liet haar erg verdrietig achter.
De princesse-douairière stierf aan de gevolgen van een tumor in de hersenen. Ze was drieënzeventig jaar oud. De prinses werd bijgezet in de kapel van Onze Lieve Vrouwe in de Saint-Rochkerk in Parijs.